# 杜寅
杜寅（—1375年），字彥正，吳縣（今江蘇省苏州市）人，元末明初政治人物，明初十才子之一。與高啓有交往。

## 生平
洪武三年（1370年）徵修《元史》，次年書成，授官歧寧衛知事。洪武八年（1375年），與經歷熊鼎並賜狐裘，是年六月，西部邊民朵兒只班（多爾濟巴）既降復叛，與熊鼎俱遇害。帝命葬於黃羊川。